# Bernd Lutz (Verleger)
Bernd Friedrich Lutz (* 24. Februar 1940 in Brandenburg an der Havel; † 3. Februar 2022 in Stuttgart) war ein deutscher Verleger, Lektor und Autor. Von 1970 bis 2005 war er Verlagsleiter und Cheflektor des Verlages J.B. Metzler.

## Leben
Lutz siedelte nach Kriegsende mit seinen Eltern nach Süddeutschland über. Er besuchte die Volksschule Karlsruhe-Durlach und das dortige Markgrafen-Gymnasium, wo er 1959 das Abitur anlegte. Ab dem Wintersemester 1960/61 studierte er an der Ruprecht-Karls-Universität Heidelberg Germanistik und Romanistik, seit dem Wintersemester 1963/64 Germanistik und Philosophie. Das Sommersemester 1962 verbrachte er an der Universität Montpellier. 1967 wurde er bei Gerhard Eis mit der Arbeit Das Buch „Alfadol“. Untersuchung und Ausgabe der Wiener Handschrift 2804 promoviert.
Nach einer ersten Station beim Carl Hanser Verlag kam Lutz 1970 zum Verlag J.B. Metzler, wo er bis 2005 als Verlagsleiter und Cheflektor wirkte. Angefangen mit der Deutschen Literaturgeschichte (1978) wurden unter Lutz eine Reihe von Metzler-Literaturgeschichten aufgelegt. Das Brecht-Handbuch (1980) wurde zum Muster für Dutzende weiterer Autor’innen-Handbücher des Verlages. Ein erstes Metzler-Lexikon war das Metzler Autoren Lexikon, das Lutz 1986 selbst herausgab. Ähnliche Reihen legte er zur Philosophie auf. Außerdem initiierte er Werkausgaben von Karl Löwith, Franz Overbeck und Leo Strauss.
Anfang der 1990er-Jahre kaufte Lutz die Rechte des ursprünglich im Verlag veröffentlichten Nachschlagewerks Paulys Realencyclopädie der classischen Altertumswissenschaft zurück und begann mit dem Projekt einer neuen Enzyklopädie, die unter dem Namen Der Neue Pauly erschien. Weitere Projekte unter Lutz’ Ägide waren das Historische Wörterbuch der ästhetischen Grundbegriffe, die historisch-kritische Edition der Goethe-Tagebücher, die von Jürgen Mittelstraß herausgegebene Enzyklopädie Philosophie und Wissenschaftstheorie, das Lexikon des Mittelalters und die Enzyklopädie der Neuzeit.

## Veröffentlichungen
- Das Buch „Alfadol“. Untersuchung und Ausgabe der Wiener Handschrift 2804. Rodenbusch, Bamberg 1967.